# 556
Évszázadok: 5. század – 6. század – 7. század
Évtizedek: 500-as évek – 510-es évek – 520-as évek – 530-as évek – 540-es évek – 550-es évek – 560-as évek – 570-es évek – 580-as évek – 590-es évek – 600-as évek
Évek: 551 – 552 – 553 – 554 –  555 – 556 – 557 – 558 – 559 – 560 – 561

## Események

### Bizánci Birodalom
- A lazicai háborúban a grúzok megtagadják a bizánciak oldalán való harcot, miután két bizánci főtiszt meggyilkolta királyukat, II. Gubazészt. Követséget küldenek Iusztinianosz császárhoz, aki kérésükre engedélyezi, hogy Lazica trónját Gubazész öccse, Tzathész foglalja el. A királyt meggyilkoló tiszteket bíróság elé állítják és kivégzik, a főparancsnokot leváltják. Ezután a bizánci lazicai csapatok visszafoglalják a perzsáktól Arkhaiopoliszt és felszabadítják az ostromlott Phasziszt. Huszrau perzsa király béketárgyalásokat kezdeményez.
- Rómában a császár jelöltjét, Pelagiust, az elhunyt Vigilius pápa konstantinápolyi képviselőjét választják pápává.[1]

### Szászánida Birodalom
- I. Huszrau szászánida király filozófiai-teológiai és orvosi egyetemet alapít.[2]

### Európa
- A szászok (valószínűleg I. Childebert felbujtására) fellázadnak a frank uralom ellen. I. Clothar egyezkedni próbál velük, de harcosai csatára kényszerítik. Véres küzdelem után békét köt a szászokkal.
- Cynric wessexi király és fia, Ceawlin legyőzik a britonokat Beranburh (Barbury) váránál.

### Kína
- Az Északi Csi és Liang-dinasztiák közötti háborúban béketárgyalásokról egyeznek meg és azokat a lemondatott Liang-császárnak, Hsziao Jüan-mingnek kellene vezetnie, aki azonban váratlanul meghal (állítólag egy sebe elfertőződése miatt). A háború kiújul, Északi Csi újból támad, de támadása hamarosan kifullad.
- A Nyugati Vej dinasztia kiadja a türköknek a hozzájuk menekült háromezer zsuanzsuant, akiket lemészárolnak.
- Az év végén meghal Jüven Taj, a Nyugati Vej tényleges kormányzója. Utóda fia, Jüven Csüe.

## Halálozások
- Maximianus, ravennai püspök
- Hsziao Jüan-ming, a Liang-dinasztia császára
- Jüven Taj, kínai hadvezér és politikus

## Fordítás
- Ez a szócikk részben vagy egészben  a(z)   556 című angol Wikipédia-szócikk ezen változatának fordításán alapul.  Az eredeti cikk szerkesztőit annak laptörténete sorolja fel. Ez a jelzés csupán a megfogalmazás eredetét és a szerzői jogokat jelzi, nem szolgál a cikkben szereplő információk forrásmegjelöléseként.